# پیاز ویدالیا
پیاز ویدالیا پیاز شیرینی از انواع متفاوت آن است، پیاز به خاطر محلی که در آن کاشته می‌شود، ویدالیا نامیده می‌شود که در اوایل دهه ۱۹۳۰ در آنجا به عمل آمد. بسته به میزان کم سولفور موجود در خاکی که پیاز کشت می‌شود، انواع مختلف آن به‌طور غیرمعمول شیرین هستند.
پیاز ویدالیا در سال ۱۹۹۰ سبزی رسمی ایالت جورجیا نامیده شد.